# Fannia mainling
Fannia mainling är en tvåvingeart som beskrevs av Wang och Zhang 2008. Fannia mainling ingår i släktet Fannia och familjen takdansflugor.
Artens utbredningsområde är Tibet. Inga underarter finns listade i Catalogue of Life.